# Geha (motorfiets)
Geha is een Duits historisch merk van motorfietsen.
De bedrijfsnaam was: Gebrüder Hagemüller, Werk Kempten/Allgäu.
Na de Eerste Wereldoorlog was er in Duitsland grote behoefte aan betaalbare, lichte vervoermiddelen. De gebroeders Hagemüller speelden daar al vroeg op in, want al in 1920 begonnen zij met de productie van lichte motorfietsjes met 1½pk-tweetaktmotor.
In 1923 werd de Duitse markt echter overspoeld met honderden kleine motorfietsproducenten, die bijna zonder uitzondering veroordeeld waren tot verkoop in hun eigen regio, omdat het opzetten van een dealernetwerk niet mogelijk was. De concurrentie was enorm en Geha moest in 1924 de productie staken. Dat was niet uitzonderlijk: een jaar later verdwenen ruim 150 van deze kleine Duitse bedrijfjes.